# رونالد سوريش روبرتس
رونالد سوريش روبرتس (بالإنجليزية: Ronald Suresh Roberts)‏ هو كاتب سير جنوب أفريقي، ولد في 17 فبراير 1968 في لندن في المملكة المتحدة.